# Humac
Humac A/S er en dansk elektronikkæde med 18 butikker i Danmark, som forhandler it- og elektronikprodukter fra Apple. Virksomheden er som den eneste i Danmark certificeret af Apple som Apple Premium Partner (APP). Foruden detailhandel har Humac kørende erhvervskonsulenter og eget serviceværksted.
Humac blev etableret som Apple Universitets Center i 1989 og har lige siden solgt og serviceret Apple-produkter. Sidenhen resulterede fusioner og sammenlægninger med islandske Öflun og norske Office-Line i Humac A/S i 2006. 
I 2022 blev virksomheden overtaget af Jacob Andersen, der købte den af russeren Philippe Gens. Jacob Andersen ejer også Copenhagen Design og Vendsyssel FF. Humac ejer han sammen med sin søn Joachim Andersen og Thomas Kræmer.
I 2021 havde Humac en samlet omsætning på 781 mio. kroner. De har ca. 120 ansatte (2023).